# Несрећа у Алексиначким рудницима 1989.
Несрећа у Алексиначким рудницима мрког угља десила се 17. новембра 1989. године и једна је од највећих рударских несрећа у историји СФР Југославије. Од 178 рудара запослених у руднику, погинуло је 90, цела прва смена која се налазила у јами. Из свих крајева Србије и бивше Југославије пристигли су спасиоци и помоћ. Несрећа се догодила приликом паљења транспортних уређаја, у транспортном ходнику на коти −455. Дошло је до пожара, гушења и тровања рудара. Екипе помоћи могле су само да констатују да у јами Морава највероватније нема преживелих.
У почетку је јављено да је погинуло 95 рудара, да би касније број био смањен. Иза погинулих остало је 135 малолетне деце, а већина породица је збринута и добила станове било у новосаграђеним зградама у Алексиначком Руднику, било у граду Алексинцу. Размере трагедије су биле толике да је због погинулих отворено Ново гробље у Алексинцу, јер није било довољно простора да се сахране на старом. Готово да нема породице у насељу Алексиначки Рудник, која није изгубила неког члана породице. У руднику, као и у самом насељу живеле су и радиле чак 33 националне мањине, била је то Југославија у малом.У лето 1991, године рудник је затворен, након 106 година рада.
Настрадали рудари су извлачени из рудника пуних 29 дана. Радио-телевизија Србије је снимила неколико репортажа и емисија о рударској несрећи. Догађај се помиње у полубиографском роману Камарат Горана Бојковића, наставника физичког васпитања из Алексинца. У току је рад на документарном филму Прва и последња смена, у режији Милоша Паовића, а у филму учествују Олга Одановић, Срба Радивојевић из групе Ван Гог и Јелисавета Карађорђевић. На фејсбук страници филма објављено је да су Министарство рударства и енергетике Републике Србије и Министарство културе и информисања Републике Србије одбили да помогну у реализацији филма. Филм ради иста продукција која је радила документарни филм Вода — последњи дани пуковника Рајевског, о Николају Рајевском у току српско-турских ратова у околини Алексинца, у ком је насловну улогу глумио Војин Ћетковић.

## Списак настрадалих рудара
У својој књизи Камарат, Горан Бојковић даје списак настрадалих рудара.

- Алекса Алексов
- Драгослав Арсић
- Бехђет Ајдеми
- Слађан Аризановић
- Драгољуб Анђелковић
- Драгомир Адамовић
- Бранко Бркић
- Амет Бајрамовић
- Томислав Бошковић
- Фрања Вилчек
- Љуба Величковић
- Јадран Голубовић
- Андреја Грујић
- Бранко Гогић
- Светолик Денић
- Верислав Ђорђевић
- Санда Ђорђевић
- Драган Ђокић
- Мирко Жупанец
- Слободан Живић
- Ратомир Живковић
- Едуард Земљак (Земијан)
- Јах Зека
- Ајдим Имери
- Алија Исмаили
- Ибрахим Исљами
- Мирослав Ицић
- Веско Илић
- Милован Илић
- Љупчо Јовчић
- Суват Јуларџија
- Мирољуб Јовановић
- Десимир Китановски
- Ариф Ковачи
- Ђорђе Крушчић
- Мустафа Кожар
- Топлица Костић
- Радојица Кнежевић
- Адем Краснићи
- Никола Лалић
- Славољуб Митић
- Слободан Миљковић
- Мирослав Младеновић
- Урош Митровић
- Драган Манић
- Хранислав Миловановић
- Милан Милошевић
- Андреја Матев
- Вукоје Марковић
- Драган Милошевић
- Живојин Младеновић
- Велибор Насковић
- Гзим Незирај
- Сретен Оташевић
- Пљурим Пачколи
- Иван Перић
- Драган Пејић
- Дејан Петровић
- Јачко Перић
- Воја Ристић
- Мирољуб Радовановић
- Витомир Ристић
- Иван Ребић
- Миодраг Рашић
- Градимир Савић
- Натко Стаменковић
- Исмет Смаиловић
- Салија Селимовић
- Стојадин Стошић
- Душан Стојилковић
- Љубомир Стојановић
- Мирољуб Стаменковић
- Младен Стојановић
- Живорад Стаменковић
- Станко Стојановић
- Илија Стојановић
- Милић Савић
- Душан Стојановић
- Радомир Стошић
- Братислав Станојевић
- Бошко Стаменковић
- Џема Смаиловић
- Зоран Трајковић
- Станоје Тадић
- Миле Тасић
- Александар Цветковић
- Мусли Цатани
- Симо Цбијетић
- Мујо Џафић
- Ука Шаља